# Ingibjörg H. Bjarnason
Ingibjörg H. Bjarnason (Þingeyri, 14 de dezembro de 1867 – 30 de outubro de 1941) foi uma política, sufragista, professora e ginasta islandesa. Ela foi a primeira mulher a tornar-se membro do Parlamento da Islândia.

## Início de vida e educação
Ingibjörg nasceu em Þingeyri, Islândia, em 1867 e era uma das cinco crianças de Hakon Bjarnason e Johanna Kristin Þorleifsdóttir. Na adolescência, ela se mudou para Reiquiavique após a morte do seu pai e frequentou o Kvennaskólinn, colégio exclusivamente feminino. Ela formou-se em 1882 e foi morar na Dinamarca para estudar ginástica, tornando-se a primeira islandesa a fazê-lo. Ela voltou a Reiquiavique em 1893 para dar aulas de ginástica em uma escola infantil, e em 1903 voltou ao Kvennaskólinn como professora. Bjarnason tornou-se diretora do colégio em 1906 e ficou no cargo por 35 anos até sua morte.

## Carreira
Bjarnason teve o primeiro contato com o movimento pelo sufrágio feminino na Islândia em 1894. Em 1915, quando as mulheres islandesas obtiveram o direito ao voto, Bjarnason foi escolhida por uma organização de mulheres para ir ao Parlamento e realizar um discurso comemorativo, e foi eleita chefe de um comitê que arrecadou fundos para a construção de um hospital em comemoração à vitória das sufragistas. Ela liderou o que mais tarde seria o partido feminista Kvennalistinn (Aliança das Mulheres), e em 1922 foi eleita para o Parlamento da Islândia. Assim, Bjarnason tornou-se a primeira mulher a conseguir um assento no Parlamento do país. Ela inicialmente concorreu ao cargo como candidata independente, mas em 1924 Bjarnason juntou-se ao Partido Conservador até o final do seu mandato, em 1927. Na sua carreira política, ela promoveu os direitos das mulheres e crianças, embora nunca tenha tido filhos ou casado.

### Aposentadoria
Após deixar a política, Bjarnason permaneceu ativa no movimento de libertação feminina da Islândia, e em 1930 ela tornou-se a presidente fundadora da organização feminina Kvenfélagasambands Íslands. No entanto, Bjarnason foi criticada por algumas mulheres pelo alinhamento com o Partido Conservador e por apoiar causas como o estabelecimento de uma escola de economia doméstica e por sugerir que as mulheres islandesas haviam alcançado a igualdade de gênero total quando receberam o direito de votar em 1915. Ela também atuou no comitê do banco Landsbanki entre 1928 e 1932, e fez parte do Conselho Islandês de Educação de 1928 a 1934. Bjarnason faleceu em outubro de 1941.

## Legado
Em novembro de 2011, setenta anos após a morte de Bjarnason, foi anunciado que uma proposta foi aprovada no Conselho da Cidade de Reiquiavique para a construção de um memorial permanente na cidade em sua homenagem. Uma celebração aconteceu no Parlamento em julho de 2012 para comemorar o 90º aniversário da eleição de Bjarnason.